# Berit Kauffeldt
Berit Kauffeldt (ur. 8 lipca 1990 w Parchim) – niemiecka siatkarka, reprezentantka kraju grająca na pozycji środkowej. Wicemistrzyni Europy z 2011. Od sezonu 2017/2018 występuje w drużynie UGSE Nantes VB.

## Sukcesy klubowe
Mistrzostwo Niemiec:
- 2009, 2011, 2012
- 2007
- 2008, 2010

Puchar Niemiec:
- 2012

Mistrzostwo Włoch:
- 2014

Mistrzostwo Azerbejdżanu:
- 2016

## Sukcesy reprezentacyjne
Mistrzostwa Europy Kadetek:
- 2007

Mistrzostwa Świata Juniorek:
- 2009

Grand Prix:
- 2009

Mistrzostwa Europy:
- 2011

Liga Europejska:
- 2013
- 2014

## Nagrody indywidualne
- 2007 - Najlepsza blokująca Mistrzostw Europy Kadetek